# شيروود بيلي
شيروود بيلي (بالإنجليزية: Sherwood Bailey)‏ هو ممثل أمريكي، ولد في 6 أغسطس 1923 في لونغ بيتش في الولايات المتحدة، وتوفي في 6 أغسطس 1987 في شاطئ نيوبورت في الولايات المتحدة بسبب سرطان.

## وصلات خارجية
- شيروود بيلي على موقع IMDb (الإنجليزية)
- شيروود بيلي على موقع أول موفي (الإنجليزية)
- شيروود بيلي على موقع قاعدة بيانات الأفلام السويدية (السويدية)
- شيروود بيلي على موقع قاعدة بيانات الفيلم (الإنجليزية)